# SAPO Challenge
O SAPO Challenge, ou a Aventura do Conhecimento SAPO Challenge RTP, foi um concurso levado a cabo pela Portugal Telecom e que mobilizou jovens de todo o país que se organizaram em equipas de 5 elementos e partiram à aventura. O concurso tinha como grande prémio a Escola do Futuro PT e foi composto por duas fases, uma Online/RoadShow e uma Televisiva, esta última com apresentação de Catarina Furtado.

## Fases

### Online/RoadShow
Na fase online, o objectivo dos participantes era o de fazer pesquisar no motor de busca SAPO o mais rapidamente possível.
No RoadShow, que decorreu em simultâneo, o objectivo dos participantes era o de executar diversas provas físicas no menor tempo possível e também realizar pesquisas na Internet num curto espaço de tempo.

### Televisiva
A fase televisiva contou com seis programas de televisão transmitidos na RTP:

#### Primeira Eliminatória
Na Primeira Eliminatória o objectivo era percorrer cinco postos de Internet através de uma Segway e efectuar as tarefas específicas de cada um deles no menor tempo possível. Fez-se uma selecção das 16 melhores equipas a partir das 34 participantes. O ranking final foi o seguinte (à frente mostram-se os tempos finais):
1º lugar – Equipa ALFA do Colégio Conciliar de Maria Imaculada de Leiria - 2:50

2º lugar – Equipa BACO 5 da Escola Básica José Régio de Portalegre - 3:09

3º lugar – Equipa MAHATMA da Escola Básica Gafanha da Encarnação de Ílhavo - 3:09

4º lugar – Equipa YAMAKAZI da Escola Secundária José Estêvão de Aveiro - 3:16

5º lugar – Equipa MEGASOUND do Colégio Nossa Senhora do Rosário do Porto - 3:38

6º lugar – Equipa MANS da Escola Básica 2/3 V. Franca das Naves de Trancoso - 3:40

7º lugar – Equipa KYNAS da Escola Secundária de Pombal de Pombal - 3:41

8º lugar – Equipa 2M2VT da Escola Quinta das Palmeiras da Covilhã - 3:45

9º lugar – Equipa NET DEVILS da Escola Secundária de Seia de Seia - 3:47

10º lugar – Equipa ZONA J da Escola Secundária Santa Maria da Feira de Santa Maria da Feira - 3:53

11º lugar – Equipa LIGHT SPEED da Escola Secundária do Cartaxo de Cartaxo - 3:57

12º lugar – Equipa TEEN FROGS da Escola Secundária de Ponte Sôr de Ponte de Sôr - 3:59

13º lugar – Equipa MAX 5 da Escola Secundária de Alcochete de Alcochete - 4:06

14º lugar – Equipa DIGITAL SB da Escola Secundária de Seia de Seia - 4:07

15º lugar – Equipa KOOOOOL da Escola Básica Dr. Guilherme Correia de Carvalho de Seia - 4:10

16º lugar – Equipa DARK EVILS da Escola Básica Dr. Guilherme Correia de Carvalho de Seia - 4:12

17º lugar – Equipa VTSQUAD da Escola Secundária de Tondela de Tondela - 4:16

18º lugar – Equipa TIBIA SPT1L da Escola Secundária Sé da Guarda de Guarda - 4:42

19º lugar – Equipa ZYX da Escola Básica de Manteigas de Manteigas - 4:43

20º lugar – Equipa PSY FRIENDS da Escola Básica Integrada de S. Domingos de Castelo Branco - 4:45

21º lugar – Equipa XAIMITS da Escola Secundária Miguel Torga de Bragança - 4:48

22º lugar – Equipa WITH NAME AGAIN da Escola Básica e Secundária da Calheta do Funchal - 5:16

24º lugar – Equipa SJ BOYS da Escola Secundária S. João do Estoril de Lisboa - 5:20

23º lugar – Equipa IP5 da Escola Secundária da Batalha de Batalha - 5:22

25º lugar – Equipa MALAGUETAS da Escola Secundária Carolina Michaelis do Porto - 5:53

26º lugar – Equipa SKUNK da Escola Secundária Morgado Mateus de Vila Real - 6:08

28º lugar – Equipa DEVIL BOYS AND GIRLS da Escola Dr. Joaquim Magalhães de Faro - 6:43

27º lugar – Equipa SENIORES da Escola Secundária D. Manuel I de Beja - 7:14

30º lugar – Equipa HACKAROS NET da Escola Secundária Santa Maria Maior de Viana do Castelo - 8:41

31º lugar – Equipa STORMS da Escola Básica Integrada /JI de Alcáçovas de Évora - 10:38

32º lugar – Equipa CORISCAS da Escola Secundária das Laranjeiras da Ponta Delgada - 13:01

29º lugar – Equipa ÓPÁ NÉPIA do Instituto Pedro Hispano de Soure - 16:08

33º lugar – Equipa RASPA da Escola Básica 2/3 Pinheiro de Penafiel - 20:24

34º lugar – Equipa RATINHOS da Escola Básica 2/3 André Soares de Braga -  Desclassificada
Depois do primeiro programa seguiram-se as Semi-Finais, onde o objectivo era fazer pesquisas na Internet e na própria cidade onde decorria a prova, tudo no menor tempo possível. As equipas eram divididas num grupo de dois elementos (que estavam no estúdio) e num grupo de três elementos (que estavam no exterior), tendo como meios de comunicação entre eles o SAPO Messenger e o telemóvel.

#### Primeira Semi-Final
Decorreu a 28 de Maio de 2005) no Porto e foi onde participaram as equipas Baco 5, Yamakazi, Mans e Digital SB, tendo vencido a equipa Yamakazi.

#### Segunda Semi-Final
Decorreu a 4 de Junho de 2005 em Aveiro e foi onde participaram as equipas 2M2VT, Dark Evils, Max 5 e Light Speed, tendo vencido a equipa Max 5.

#### Terceira Semi-Final
Decorreu a 11 de Junho de 2005 em Évora e foi onde participaram as equipas Mahatma, Zona J, Alfa e Kynas, tendo vencido a equipa Alfa.

#### Quarta Semi-Final
Decorreu a 18 de Junho de 2005 em Faro e foi onde participaram as equipas Koooool, Netdevils, Teen Frogs e MegaSound, tendo vencido a equipa MegaSound.

#### Finalíssima
Decorreu em Lisboa e foi onde participaram as equipas finalistas (Yamakazi, Max 5, Alfa e MegaSound), tendo vencido a equipa Alfa, levando para Leiria a Escola do Futuro PT.

## Escola do Futuro PT
A Escola do Futuro PT é um projecto ambicioso da Portugal Telecom que visa incorporar as novas tecnologias no ambiente de sala de aula e na própria escola. O Colégio Conciliar de Maria Imaculada, em Leiria, é a primeira escola a desfrutar deste projecto. Desde substituir os tradicionais quadros de giz por SMART Boards, até distribuir um computador portátil por aluno, a imaginação é o limite.

## Ver Também
- Portugal Telecom
- SAPO Messenger